# Roman noir
Roman noir, román noir je termín převzatý z francouzštiny. Je adekvátní výrazu film noir používanému v kinematografii. V české literatuře se jím označuje jeden typ literárního žánru zvaného detektivní román. V angloamerické literatuře se tento typ románu nazývá „noir fiction“ a vychází ze žánru zvaného hardboiled. Ve španělsky mluvících zemích se používá označení „novela negra“.

## Charakteristika
Roman noir má na rozdíl od dalších typů detektivního románu své charakteristické rysy:
- děj probíhá současně s vyšetřováním
- hlavním hrdinou není většinou detektiv, ale oběť, podezřelý nebo pachatel
- hlavní postava je představitelem  společenského, právního nebo jiného systému, neméně zkorumpovaného, než pachatel
- zasazení do prostředí velkoměsta, které představuje podhoubí organizovaného zločinu a korupce[1]
- sebedestruktivní vlastnosti hrdiny

Termín „hardboiled“ pochází z příběhů popisujících atmosféru během prohibice v USA v časných 40. letech 20. století, které se staly podkladem pro filmy noir rakousko-německých  emigrantů v Hollywoodu, kteří po nástupu nacismu uprchli před podobně zkorumpovaným systémem v Evropě.  Hlavními představiteli literárního žánru byli například James M. Cain, Carroll John Daly, Charles Williams, Raymond Chandler, Ross Macdonald, Mickey Spillane nebo Patricia Highsmithová.
Těžištěm příběhů typu „novela negra“ ze Střední Ameriky jsou trestné činnosti, specifické pro daný region, zejména vládní korupce, nestabilita, místní války a rasové nepokoje.
V Anglii byl v 18. století předchůdcem románu noir gotický román (Ann Radcliffová, William Thomas Beckford a jiní). Představitelem anglického románu noir je například James Hadley Chase.
Mezi předchůdce francouzského románu noir lze řadit autory Honoré de Balzaca (Une ténébreuse affaire), Émile Zolu (Thérèse Raquin) nebo Eugène Sue (Tajnosti pařížské). Jejich pokračovateli pak byli spisovatelé Marcel Duhamel, Jacques Prévert nebo Léo Malet.
Od roku 1998 se v měsíci červnu koná v jihofrancouzském městě Frontignanu Festival international du roman noir (FIRN).